# Nea Nikomidia
Nea Nikomidia (griechisch Νέα Νικομήδεια (f. sg.)) ist ein Dorf mit 801 Einwohnern der Gemeinde Veria in der griechischen Region Zentralmakedonien.

## Lage
Nea Nikomidia liegt in der Makedonischen Tiefebene etwa 10 km nordöstlich von Veria auf der östlichen Flussseite des Moglenitsas. Das Gebiet der Ortsgemeinschaft erstreckt sich auf 8,290 km² zwischen dem Loudias im Norden und dem Moglenitsas im Süden sowie den Ortsgemeinschaften Lykogianni im Westen und Makrochori im Osten. Jenseits des Loudias grenzt die Ortsgemeinschaft Agia Marina an.

## Geschichte
Etwa 2 km nördlich des Dorfes liegt die Grabungsstätte Nea Nikomedeia mit frühneolithischen Überresten der ersten Bauernkultur Europas.
Die Existenz einer Siedlung bei Nea Nikomidia in hellenistischer Zeit belegen historische Inschriften.
Ab dem Ende des 19. Jahrhunderts ist das Dorf mit unterschiedlichen bulgarischen, griechischen und makedonischen Schreibweisen überliefert. Zunehmende propagandistische Einflüsse im geschwächten Osmanischen Reich führten unter der makedonischen Bevölkerung zur Entwicklung von nationalen Identitäten. Zwischen den Volksgruppen entstand ein jahrelanger Kultur- und Konfessionskonflikt, der sich zu einem heftigen Partisanenkrieg zwischen der griechischen und bulgarischen Bevölkerung entwickelte und bis zu den Balkankriegen andauerte. Nach deren Ende 1913 fiel der südliche Teil der Region Makedonien an Griechenland.
In Pinelopi Deltas historischem Roman Sta mystiká tou Váltou (Στα μυστικά του Βάλτου ‚In den Geheimnissen des Sumpfes‘) über den Makedonischen Kampf wird das Dorf als Braniates erwähnt.
Nach der Kleinasiatischen Katastrophe und dem Bevölkerungsaustausch zwischen Griechenland und der Türkei war es notwendig, den angesiedelten Flüchtlingen Ackerland zur Verfügung zu stellen. Zur Gewinnung landwirtschaftlich nutzbarer Flächen durchgeführte Entwässerungsarbeiten und die Trockenlegung des Giannitsa-Sees mit den umgebenden großflächigen Sumpfgebieten in den 1930er Jahren veränderten dadurch das Landschaftsbild der Giannitsa-Ebene (Κάμπου Γιαννιτσών). Der ehemals mehr als 10 km nördlich fließende Unterlauf des Moglenitsas wurde unmittelbar westlich vom Dorf verlegt und wie der Loudias kanalartig ausgebaut.

## Verwaltungsgeschichte
Nach dem Anschluss Makedoniens an Griechenland wurde Braniates 1918 durch die neue Verwaltungsgliederung der Landgemeinde Mikrougouzi in der damaligen Präfektur Thessaloniki zugeschlagen. Die Landgemeinde Mikrougouzi wurde 1940 in Makrochori umbenannt und 1946 in die Präfektur Imathia eingegliedert. Das Dorf Braniates erhielt 1948 den Status einer Landgemeinde und wurde 1953 in Nea Nikomidia umbenannt. Mit der Gemeindereform 1997 wurde Nea Nikomidia mit vier weiteren Landgemeinden zur Stadtgemeinde Apostolos Pavlos zusammengelegt, diese ging schließlich nach der Verwaltungsreform 2011 als Gemeindebezirk Apostolos Pavlos in der Gemeinde Veria auf.

## Bevölkerungsentwicklung
Ab dem späten 19. Jahrhundert sind mehrere Schreibvarianten bekannt, auch die Angaben zur Zugehörigkeit zu Volksgruppen variieren. So wurde um 1878 das Dorf Praïnastai von 180 Griechen bewohnt, 1904 als Brainat bezeichnet oder Bratinichta nach Angaben aus dem Jahr 1905 von 80 Bulgaren bewohnt. 1912 war die Bevölkerung von Brainat (Μπραϊνάτ) makedonisch sprachig und christlich, im folgenden Jahr hatte Brainiata (Μπραΐνιατα) 29 Einwohner. Nach dem Bevölkerungsaustausch zwischen Griechenland und der Türkei 1923 wurden im Dorf 243 christliche Flüchtlinge angesiedelt. Die Bevölkerungszusammensetzung wird 1927 als gemischt makedonisch stämmig und Flüchtlingen angegeben.
Bevölkerungsentwicklung von Nea Nikomidia
| 1920 | 1928 | 1940 | 1951 | 1961 | 1971 | 1981 | 1991 | 2001 | 2011 |
| ---- | ---- | ---- | ---- | ---- | ---- | ---- | ---- | ---- | ---- |
| 53   | 278  | 841  | 880  | 949  | 877  | 948  | 813  | 866  | 801  |